# Arie Maliniak
Arie Maliniak (hebräisch אריה מליניאק; * 1949) ist ein ehemaliger israelischer Basketballspieler und heutiger Basketballtrainer.

## Sportliche Karriere
Arie Maliniak begann seine Karriere als Basketballspieler bei Hapoel Tel Aviv und Hapoel Ramat Gan. Er war Mitglied der Jugendmannschaft, der Reservemannschaft, der Israel-Maccabiah-Mannschaft und der ASA-Basketballmannschaft. Er absolvierte einen Trainerkurs und begann seine Trainerkarriere als Spielertrainer. Er trainierte Hapoel Ramat Gan, Hapoel Givatayim, Hapoel Holon, Hapoel Afula und Hapoel Galil Elyon, mit denen er sich für das Finale des Staatspokals qualifizierte.
Er trainierte außerdem die israelische Jugendmannschaft und war Assistenztrainer von Ralph Klein in der israelischen Basketballnationalmannschaft. 1983, nachdem Klein nach Deutschland gegangen war, wurde er zum Cheftrainer befördert, während Pini Gershon zum Assistenztrainer ernannt wurde. Unter seiner Leitung scheiterte die Mannschaft bei dem Versuch, sich für die Olympischen Spiele 1984 in Los Angeles zu qualifizieren (Israel hat noch nie an einem olympischen Basketballturnier teilgenommen).
In der Saison 1985/86 wurde er Trainer von Hapoel Galil Elyon. In der Saison 1986/87 holte er das junge Talent Nadav Henefeld ins Team, welches das Finale des Staatspokals gegen Maccabi Tel Aviv erreichte. Obwohl Galil Elyon zur Halbzeit mit 20 Punkten führte, gewann Maccabi Tel Aviv den Pokal. 1989 trainierte er A.S. Ramat Hasharon in der Nationalliga, wo Hanefeld erneut zu ihm stieß. Am Ende der Saison qualifizierte sich AS Ramat Hasharon für die Nationalliga. Nach mehreren Runden trat Malignac als Trainer der Mannschaft zurück und sein Assistent Israel Lev wurde zum Trainer ernannt.